# Miljø- og Fødevareministeriet

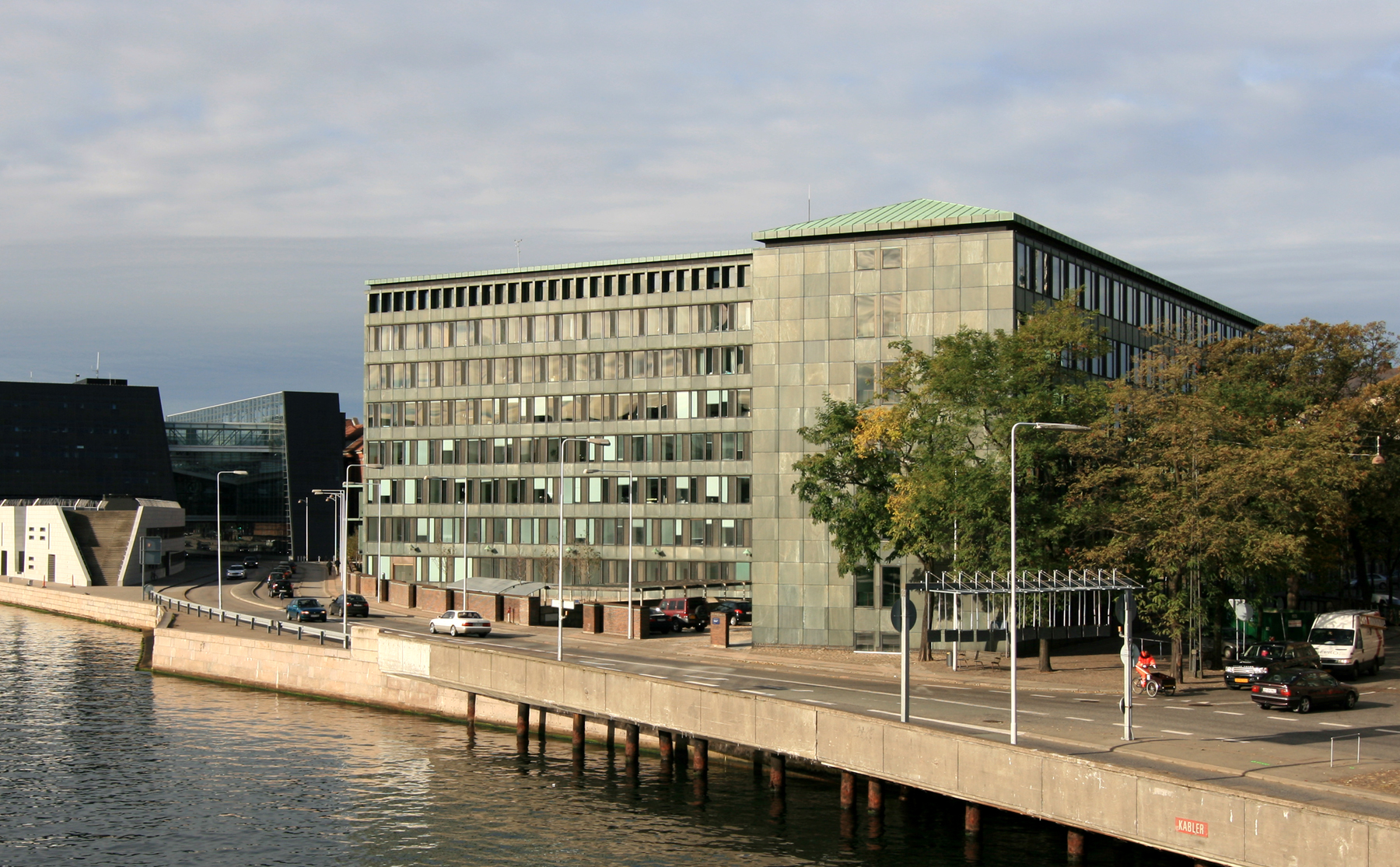
Der Sitz des Ministeriums

Miljø- og Fødevareministeriet war zwischen 2015 und 2020 das Umwelt- und Ernährungsmittelministerium des Königreiches Dänemark. Behördensitz war Slotsholmsgade 12 in Kopenhagen. 
Der Zuschnitt des Ministeriums wurde am 28. Juni 2015 geändert, indem das Umweltministerium und das Ministerium für Nahrungsmittel, Landwirtschaft und Fischerei zusammengelegt wurden. Zum Aufgabenbereich gehören unter anderem Umwelt- und Naturschutz, Forstwirtschaft, Ernährung und Lebensmittelsicherheit sowie Land- und Gewässervermessung.
Am 19. November 2020 wurden der Umwelt- und der Nahrungsmittelbereich administratorisch wieder getrennt.

## Gliederung
Das Ministerium gliederte sich in vier Behörden:
- Miljøstyrelsen (dt. Umweltbehörde): Naturschutz und -verwaltung, Wasserversorgung und -qualitätssicherung, Grundwasserkartografierung
- Fødevarestyrelsen (Nahrungsmittelbehörde): Nahrungsmittelqualität und -sicherheit, Verbraucherschutz
- Landbrugsstyrelsen (Landwirtschaftsbehörde)
- Naturstyrelsen (Naturbehörde): Wälder und andere Naturareale, Renaturierung, Jagd
  - Kystdirektoratet (Küstenamt): Küstenschutz einschließlich Unterschutzstellung von Küstendünen, Wahrnehmung der Hoheitsrechte über die Territorialgewässer, Vermessungen, Bekämpfung der Meeresverschmutzung

Hinzutrat die Stiftung „Madkulturen“, die Essgewohnheiten und Kochfertigkeiten der Bevölkerung verbessern soll.
Leiter des Ministeriums war Henrik Studsgaard.

## Endnoten
1. ↑  Miljø- og Fødevareministeriet: Om ministeriet, zuletzt abgerufen am 7. April 2019.
2. ↑  Miljø- og Fødevareministeriet: Miljø- og Fødevareministeriets opgaver, zuletzt abgerufen am 7. April 2019.
3. ↑  Miljø- og Fødevareministeriet: Ministeriet, zuletzt abgerufen am 7. April 2019.

Koordinaten: 55° 40′ 42,2″ N, 12° 34′ 45,8″ O